# Flavobacterium antarcticum
Flavobacterium antarcticum ist eine Art von Bakterien. Isoliert wurde es aus dem Boden in der Nähe der König-Sejong-Station in der Antarktis. Der Boden war mit organischen Stoffen von Pinguinen stark angereichert.

## Erscheinungsbild
Die Zellen von Flavobacterium antarcticum sind stäbchenförmig, im Bereich von 0,3–0,4 × 0,5–1,3 µm. Selten werden auch Paare gebildet. Flagellen sind nicht vorhanden. Das Bakterium ist unbeweglich, es findet auch keine gleitende Bewegung (gliding motility) statt. Die gleitende Bewegung kann man bei vielen anderen Arten der Gattung beobachten. In den ersten Beschreibungen der Gattung wurde Flavobacterium branchiophilum noch als einziges Bakterium der Gattung beschrieben, welches sich nicht gleitend fortbewegt. Im Laufe der Zeit wurden allerdings noch viele weitere Arten beschrieben, die ebenfalls nicht in der Lage sind, sich mit Hilfe einer gleitenden Bewegung zu bewegen, wie z. B. F. degerlachei und F. frigidarium.

## Wachstum und Stoffwechsel
Die Art Flavobacterium antarcticum ist Gram-negativ. Eine Reduktion von Nitrat findet nicht statt. NaCl-Werte von 0 – 4 werden toleriert, bestes Wachstum erfolgt bei Abwesenheit von NaCl.
Das Bakterium toleriert niedrige Temperaturen, es ist psychrophil. Wachstum erfolgt bei Temperaturen zwischen 5 und 24 °C, bestes Wachstum erfolgt bei 20 °C. Psychrophile Arten sind bei der Gattung Flavobacterium häufig, als Beispiel seien die Arten Flavobacterium frigidimaris, F. glaciei und F. omnivorium genannt.
Der Oxidase-Test und der Katalase-Test verlaufen beide positiv. Unter Sauerstoffausschluss findet nur noch sehr schwaches Wachstum statt. Der tolerierte pH-Wert liegt bei 6 – 10, bei einem Wert von 7 erfolgt das stärkste Wachstum. Sporen werden nicht gebildet. Der G+C-Gehalt der DNA beträgt 35,0 %.

## Systematik
Flavobacterium antarcticum zählt zu der Familie der Flavobacteriaceae, welche wiederum zu der Klasse Bacteroidetes gestellt wird. Es wurde im Jahre 2005 erstbeschrieben.

## Etymologie
Der Artname F. antarcticum bezieht sich auf den Fundort. Der Gattungsname Flavobacterium beruht auf dem lateinischen Wort „Bacterium“ (Bakterie) und auf dem ebenfalls lateinischen Wort „flavus“, welches Gelb bedeutet. Letzteres bezieht sich auf die Farben der Kolonien, welche von relativ bleich bis zu ausgeprägten Gelb reichen, auch bei dieser Art sind Kolonien gelb gefärbt.